# 宮崎隆睦
宮崎 隆睦（みやざき たかひろ、1969年5月23日 - ）は、兵庫県神戸市須磨区出身のサクソフォーン奏者。血液型A型。

## 来歴・人物
甲南中学校入学後、13歳のときからサクソフォーンを始め、16歳のときに地元のジャズクラブなどで音楽活動を始めた。
甲南大学経営学部卒業後、1992年9月渡米。バークリー音楽院に入学、3年間の在学中にナタリー・コール、ナット・アダレイと共演。
帰国後、織田裕二や古内東子のツアーに参加。
1997年発売の織田の楽曲「Love Somebody」のPVに参加。
1998年、T-SQUAREに加入。
2000年、T-SQUAREを退団、ソロ活動のほか、加入前に結成したバンド「Back Bay Gang」の活動も行う。演奏家の活動の他、講師として後進の育成に励んでいる。
EWIプレイヤーとしても知られているが、T-SQUARE加入が決まってから使用を始めた（後述）。
2004年11月9日、高橋亜土とのユニット「A.O.I.」CD『Mouth to Hands』がCHIKEN GEORGE RECORDSよりリリース。
2006年1月18日、T-SQUARE退団後初のソロアルバム『Nostalgia』がポニーキャニオンよりリリース。本作はカバーアルバムであり、T-SQUAREのアルバム『Sweet & Gentle』の表題曲も収録されている。
2006年5月23日、青木智仁の新生・青木バンドのサックス奏者としてライブを行った。
2010年8月31日、アルソ出版よりEWI教則本『EWI MASTER BOOK』を発売。
2010年12月22日、バークリー時代からの仲間でもありBack Bay Gangのメンバーでもあるベーシスト下野ヒトシと共に「Teatro Raffinato」を結成。メンバーは2人だが、ライブでは弦カル・ピアノ・ドラム&パーカッションのサポートを迎え、重厚感のある質の良い空間を提供している。
2011年5月27日、トランペット奏者・ふさはらただひろ、ベーシスト日野賢二らと共に新バンド「Tri Horn Buffalo」始動。
2015年、松木隆裕、上杉雄一、入山和代、東條あづさらとHornsユニット「B-sty Horns（ビースティ・ホーンズ）」を結成。
近年ではスキマスイッチのサポートメンバーとして、同じくサクソフォーン奏者の本間将人とともに(どちらが出演するかは公演ごとに異なるが)多くのライブに参加している。
スキマスイッチのファンからは「宮様」と呼ばれている。

## 使用楽器
EWI 5000、EWI USBを所有しているが、メインはEWI 4000。
EWI 1000はヤフオク!で購入したがブレスセンサーが壊れていた。そのため、AKAIにある最後のブレスセンサーをつけている。ヤフオク!で落札したことが知れてから1000の相場が上がってしまった。
EWIは3020から始めた。T-SQUAREの35周年の際のレコーディングでも使用した。
2022年頃からはリリコンも使用している。
サックスはヤナギサワ。使用楽器はソプラノ SC-9937PGP、アルト A-WO37PGP、テナー T-9937PGP、リードはRICO、マウスピースはヤナギサワ製、メタル（総銀）の7番。

## ベリーメリーオーケストラ
2008年12月21日、バークリー音楽院にゆかりのあるメンバーで結成した「木原健太郎withベリーメリーオーケストラ」名義でCDをリリース。
2010年4月7日、バンド名称が「ベリーメリーオーケストラ」になり、公式サイトがオープン。

## その他・エピソード
EWIは、T-SQUARE入団直前に事務所からEWI3020とEWI3030を同時に手渡され、「2週間で最低でも『TRUTH』は吹けるように」と言われ、宮崎は地獄のような練習をしたという。その2週間の練習後は『GRAVITY』の収録だった。この時の経験が『EWI MASTER BOOK』の制作に役立っているという。伊東たけしと本田雅人はEWIを全てC調で吹いているが、宮崎はアルトサックスの経験が長いことからE♭調にトランスポーズして吹くことが多い。
T-SQUAREでの在籍期間は2年と短かったため、演奏していない楽曲も多い。
よくコピーしたのはデイヴィッド・サンボーン、グローヴァー・ワシントン・ジュニア、渡辺貞夫。高校時代はT-SQUAREのコピーバンドをしていた。
実家は鋼材販売の会社を経営していた。

## 著書
- Peter Weniger 著、宮崎隆睦 訳『ファンクを極める本物のエチュード ブリードイズファンキン Bフラットインストゥルメンツ 2CD付』エー・ティ・エヌ（原著2006年10月27日）。ISBN 978-4754936242。
- Peter Weniger 著、宮崎隆睦 訳『ファンクを極める本物のエチュード ブリードイズファンキン バスクレフインストゥルメンツ 2CD付』エー・ティ・エヌ（原著2006年11月10日）。ISBN 978-4754936273。
- Peter Weniger 著、宮崎隆睦 訳『ファンクを極める本物のエチュード ブリードイズファンキン E♭インストゥルメンツ 2CD付』エー・ティ・エヌ（原著2006年11月10日）。ISBN 978-4754936259。
- ギルソン・シャクニック 著、宮崎隆睦 訳『初心者のための ビギニング・イヤー・トレーニング CD付』エー・ティ・エヌ（原著2008年4月19日）。ISBN 978-4754932411。
- 宮崎隆睦『EWI MASTER BOOK CD付 教則完全ガイド』アルソ出版（原著2010年8月31日）。ISBN 978-4873122045。
- 古谷光広、宮崎隆睦、COLORFUL『EWI BEST Maniax! 演奏+カラオケCD付き楽譜』アルソ出版〈EWI BESTシリーズ〉（原著2011年12月15日）。ISBN 978-4873122236。
- 宮崎隆睦『極上テクニックをDVDで学ぶ 宮崎隆睦/アルト・サックス・アドリブ・メソッド』ドレミ楽譜出版社（原著2013年8月30日）。ISBN 978-4285137170。
- 宮崎隆睦『EWI MASTER BOOK CD付 教則完全ガイド 改訂版[USB/4000/5000対応]』アルソ出版（原著2015年8月26日）。ISBN 978-4873123493。
- ギルソン・シャクニック 著、宮崎隆睦 訳『リズムと音符につよくなる 楽譜初心者のための やさしいイヤートレーニング CD付』エー・ティ・エヌ（原著2018年10月26日）。ISBN 978-4754932459。
- 宮崎隆睦『宮崎隆睦 サックス アドリブマスターブック（CD付）』シンコーミュージック（原著2020年3月16日）。ISBN 978-4401648139。